# Bossa sempre Nova
Bossa Sempre Nova foi uma minissérie televisiva brasileira exibida pela TV Brasil que comemorou 50 anos da bossa nova, movimento que mudou o cenário da MPB a partir da década de 1950. O programa misturou shows e entrevistas dos principais artistas da bossa nova, com imagens de arquivo da emissora, além de  depoimentos de personalidades como do ex-ministro da Cultura, o cantor e compositor Gilberto Gil, dos escritores e jornalistas Sérgio Cabral e Ricardo Cravo Albim, e dos músicos Wagner Tiso e Francis Hime.

## Sinopse
Bossa Sempre Nova debatia o tema no quadro A Bossa na Roda, inserido nos programas da série de 54 minutos cada, com a presença de especialistas em música brasileira como os jornalistas Antonio Carlos Miguel e Tárik de Souza, a socióloga da PUC-Rio Santuza Cambraia Naves, o músico Maurício Maestro, além de Helena Jobim, irmã e biógrafa de Tom Jobim.
Também integram a série entrevistas e shows com os músicos Marcos Valle, Carlos Lyra, Roberto Menescal e Wanda Sá, Quarteto em Cy, Os Cariocas, entre outros.

## Ficha técnica
- Diretor: Ricardo Pavão, Luiz Carlos Pires Fernandes e Walter Fernandes Jr.
- Produtora executiva: Marinete D'Angelo e Maria dos Anjos Hasselmann
- Edição: Osmério Eller, Francisco Policarpo, Carlos Damião e Claudio Luis Guteres
- Diretor de finalização: Ricardo Miranda
- Diretor de Estúdio: Plínio
- Roteiro: Beatriz Coelho Silva, Délcio Teobaldo e Fernando Mozart
- Reportagem: Fernanda Dedavid
- Produção: Socorro Ferreira e Ubirajara Passos
- Assistentes de produção: Victor Barroco e Leonardo Dill
- Estagiária: Aline Paes
- Interprogramas: Renata
- Gerente Muscial: Ricardo Vilas
- Conteúdo: Tereza Cristina Eustáquio e Miguel Sá
- Jurídico: Paulo Miranda
- Trilhas e conteúdo: Flávia Ventura
- Produção fonográfica: Michel Lourenço
- Estagiário em Gerencia Musical: João Nacif